# Дахновський Віталій Олегович
Віталій Олегович Дахновський (нар. 10 лютого 1999) — український футболіст, півзахисник футбольного клубу «Буковина».

## Життєпис
Вихованець «Львова», у футболці якого з 2011 по 2016 рік виступав у ДЮФЛУ. У дорослому футболі дебютував у сезоні 2016/17 років в складі «Львова», який грав в аматорському чемпіонаті України. Сезон 2017/18 років розпочав у складі «Львова» в Другій лізі України. Дебютував за «городян» у Другій лізі 15 липня 2017 року в переможному (4:3) домашньому поєдинку 1-го туру Другої ліги проти чернівецької «Буковину». Віталій вийшов на поле на 76-ій хвилині, замінивши Юрія Шпирку. Під час зимової перерви вище вказаного сезону перебрався у «Верес». Виступав за юнацьку та молодіжну команду клубу. 
Потім виїхав за кордон, де грав за аматорський клуб «Космос» (Новотанець). 1 липня 2019 року підписав контракт з «Віслою» (Сандомир), у футболці якого виступав за 23 серпня 2020 року. Після цього повернувся до України, де уклав договір з «Вересом». 
У футболці рівненського клубу дебютував 21 вересня 2020 року в переможному (3:0) домашньому поєдинку 3-го туру Першої ліги України проти франківського «Прикарпаття». Дахновський вийшов на поле в стартовому складі та відіграв увесь матч. На 45-ій хвилині відзначився дебютним голом за «Верес», а на 59-й хвилині отримав жовту картку.

## Статистика виступів
| Сезон             | Команда                    | Турнір            | І   | Г  |
| ----------------- | -------------------------- | ----------------- | --- | -- |
| 2017/18           | «Львів»                    | 2 Ліга            | 1   | 0  |
| 2019/20           | «Вісла» (Сандомир, Польща) | 3 Ліга            | 18  | 3  |
| 2020/21           | «Верес» (Рівне)            | 1 Ліга            | 27  | 3  |
| 2021/22           | «Верес» (Рівне)            | УПЛ               | 15  | 0  |
| 2022/23           | «Верес» (Рівне)            | УПЛ               | 29  | 3  |
| 2023/24           | «Верес» (Рівне)            | УПЛ               | 19  | 5  |
| 2024/25           | «Верес» (Рівне)            | УПЛ               | 29  | 3  |
| Усього за «Верес» | Усього за «Верес»          | Усього за «Верес» | 119 | 14 |

## Досягнення та титули
- Переможець першої ліги чемпіонату України: 2020/21